# Drabiwci
Drabiwci (ukr. Драбівці) – wieś na Ukrainie, w obwodzie czerkaskim, w rejonie złotonoskim, w hromadzie Nowa Dmytriwka. W 2001 liczyła 697 mieszkańców, spośród których 684 wskazało jako ojczysty język ukraiński, 11 rosyjski, 1 mołdawski, a 1 inny.